# Masha Tokareva

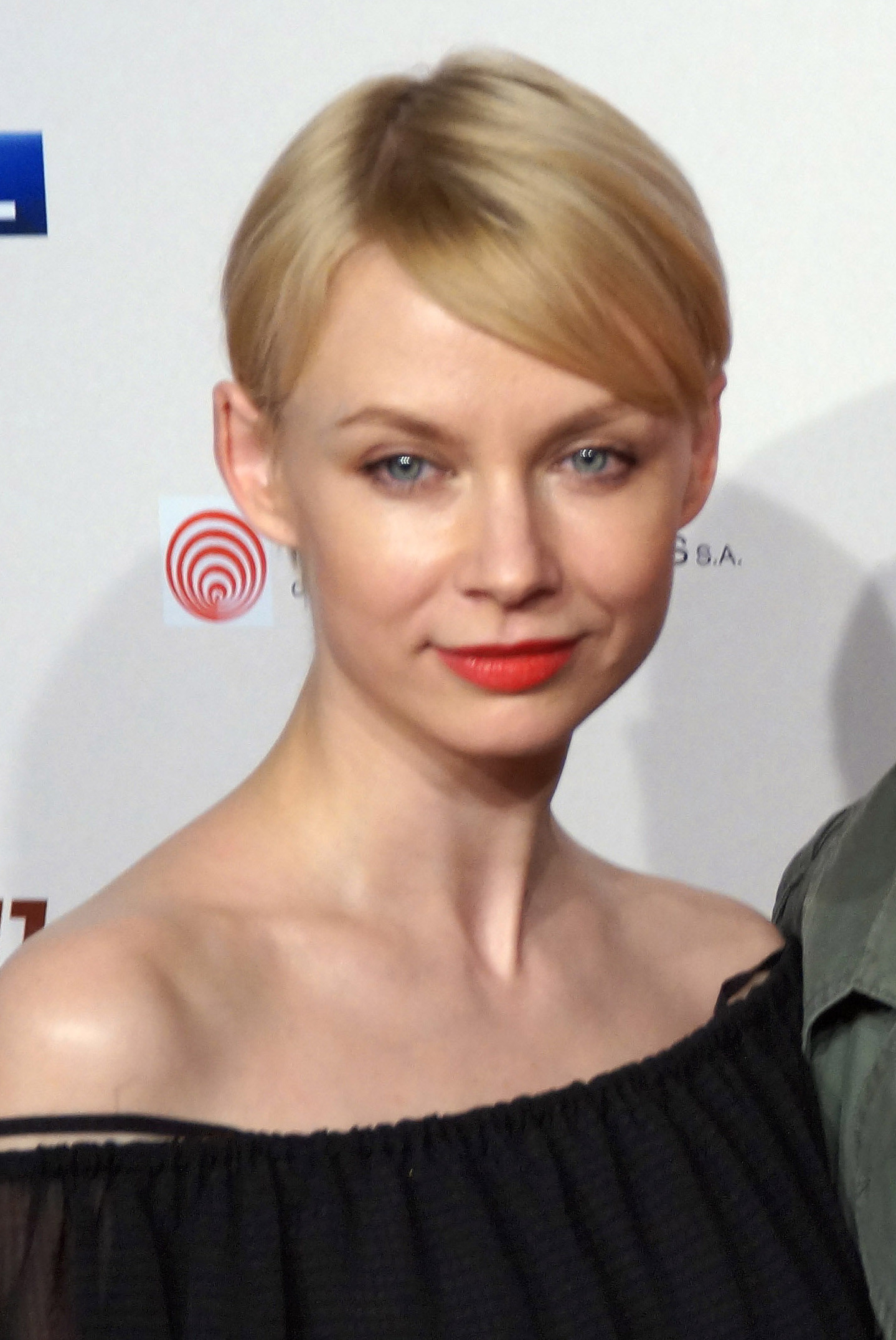
Masha Tokareva, 2016

Masha Tokareva (russisch Маша Токарева, Mascha Tokarewa; * 3. Mai 1981 in Moskau) ist eine deutsch-russische Schauspielerin.
Tokareva wuchs in Moskau auf. Zwischen 1996 und 1999 studierte sie Schauspielerei in Moskau. Sie ist seit 2016 mit dem Schauspieler Vinzenz Kiefer verheiratet und ist deutsche Staatsangehörige.

## Filmografie (Auswahl)
- 2006: Leroy räumt auf
- 2009: Hinterhof
- 2011: Nina Undercover – Agentin mit Kids
- 2012: Die vierte Macht
- 2012: Klinik am Alex – Neue Wege
- 2013: Polizeiruf 110: Der verlorene Sohn
- 2013: SOKO Leipzig – Shopping
- 2014: Highway to Dhampus
- 2015: 8 Sekunden – Ein Augenblick Unendlichkeit
- 2015: Brat
- 2015: Alarm für Cobra 11 – Die Autobahnpolizei – Die Kämpferin
- 2016: Tschiller: Off Duty
- 2016: Heiter bis tödlich: Akte Ex – Bei Aufguss Mord
- 2016: Zoologiya
- 2017: Nur Gott kann mich richten
- 2018: Beck is back! – Großes Tennis
- 2018: Professor T. – Blutlinie
- 2018: SOKO Potsdam – Das Geständnis
- 2018: Inga Lindström: Das Geheimnis der Nordquists
- 2018: O mein Gott
- 2018: Die Vergesslichkeit der Eichhörnchen
- 2019: Nach dem Zorn
- 2019: SOKO Wismar – Die Konkurrentinnen
- 2020: Letzte Spur Berlin – Anrufe
- 2021: Die Vergesslichkeit der Eichhörnchen
- 2022: Hamilton – Undercover in Stockholm (Fernsehserie, 2 Folgen)
- seit 2022: Erzgebirgskrimi (Fernsehreihe)
  - 2022: Tödliche Abrechnung
  - 2022: Ein Mord zu Weihnachten
  - 2024: Die Tränen der Mütter
  - 2024: Mord auf dem Jakobsweg
  - 2025: Wintermord
  - 2025: Die letzte Note
- 2022: Mordsschwestern – Verbrechen ist Familiensache – Totalschaden
- 2023: Polizeiruf 110: Nur Gespenster
- 2024: Achtsam Morden (Fernsehserie, 2 Folgen)